# Nova Genera et Species Plantarum
Nova Genera et Species Plantarum, também Nova Genera et Species Plantarum Quas in Peregrinatione ad Plagam Aequinoctialem Orbis Novi Collegerunt Bonpland et Humboldt, (abreviado Nov. Gen. Sp.), é um livro sobre botânica escrito por Karl Sigismund Kunth. Compreende sete volumes que foram editados em Paris no ano de 1815.